# 다이하이드록시메틸리덴
다이하이드록시메틸리덴(영어: dihydroxymethylidene)은 화학식 C(OH)2의 화합물이다. 폼산의 불안정한 토토머이다. 이 화합물이 용액으로 존재한다는 증거는 없지만, 이 분자는 기체 상태로 검출되었다. 관련된 카벤이 많이 알려져 있지만, 보통은 일시적이다.

## 생산과 성질
다이하이드록시메틸리덴은 옥살산의 고진공 섬광 진공 열분해(flash vacuum pyrolysis)에 의해 기체 상태로 생성된다.
C2O4H2   →  C(OH)2  +  CO2
이는 C2v all-trans 회전 이성질체에서 O−C−O 각이 105.6°로 구부러진 분자다. 10 K에서는 안정하지만, 보다 높은 온도에서는 폼산으로 이성화된다.